# Ватанабэ, Кадзума
Кадзума Ватанабэ (яп. 渡邉 千真; род. 10 августа 1986, Куними) — японский футболист, играющий за «Сибуя Сити».
Его старший брат, Дайго Ватанабэ, также футболист.

## Биография
7 марта 2009 Ватанабэ дебютировал в J-лиге в матче «Иокогама Ф. Маринос» против «Санфречче Хиросима», в этом же матче он забил свой первый гол в чемпионате. Он продолжал успешно вступать, забив 13 голов в первом сезоне, и побил рекорд чемпионата по результативности новичка. До него рекордсменом был Сёдзи Дзё, который в 1994 году забил 12 голов. Это принесло Ватанабэ титул лучшего молодого игрока 2009 года.
6 января 2010 года он провёл свой полный международный дебютный матч за сборную Японии в Кубке Азии 2011 против Йемена.
В 2012 году уже в составе «Токио» Ватанабэ дебютировал в Лиге чемпионов АФК. Он отметился тремя голами на групповом этапе, в том числе дублем в ворота «Брисбен Роар». Однако в 1/8 финала «Токио» с минимальным счётом проиграл «Гуанчжоу Эвергранд».
Из-за потеря формы в 2014 году перед сезоном 2015 года его продали в «Виссел Кобе». Переход пошёл ему на пользу с точки зрения показателей. Он закончил сезон 2015 года с десятью голами в 28 матчах лиги. Следующий год был ещё лучше для него лично, поскольку он забил 12 голов в 33 играх лиги, «Кобе» заняло седьмое место в общем зачёте в 2016 году. Это был его лучший сезон в клубе. Он забил восемь голов в 34 матчах чемпионата в 2017 году, а в первой половине сезона 2018 года забил всего четыре гола в 19 играх.
В августе 2018 года Ватанабэ присоединился к «Гамба Осака» в обмен на Шуна Нагасаву. Он дебютировал в составе команды в матче на выезде с «Вегалта Сэндай» и забил гол на 27-й минуте. Однако его гола оказалась недостаточно для победы, поскольку «Сэндай» отыгрался во второй половине и вышел победителями со счётом 2:1. Он закончил сезон с тремя голами в 12 матчах лиги, «Гамба» заняла девятое место в турнирной таблице лиги.
В 2021 году он перешёл в «Иокогама» на правах свободного агента.